# 灰鹟属
灰鹟属（学名：Mayrornis）是王鹟科下的一个属。

## 下属物种
本属包括以下物种：
- 斐济灰鹟 Mayrornis lessoni (G.R.Gray, 1846)
- 蓝灰鹟 Mayrornis schistaceus Mayr, 1933
- 杂色灰鹟 Mayrornis versicolor Mayr, 1933